# Über die Farben
Über die Farben (altgriechisch Περὶ Χρωμάτων; lateinisch De coloribus) ist eine naturphilosophische Abhandlung eines unbekannten Autors aus der Antike.

## Mögliche Autorenschaft
Der Text wurde lange Zeit Aristoteles, der im Gegensatz zum Pseudo-Aristoteles sieben und nicht nur drei Farben nennt, zugeschrieben und zählt zum Corpus Aristotelicum (siehe auch Pseudo-Aristoteles). Auch wenn ein peripatetischer Hintergrund der Schrift als gesichert gilt, kann die genaue Autorenschaft nicht endgültig geklärt werden. Mögliche Kandidaten waren Straton von Lampsakos und Theophrastos von Eresos.

## Inhalt
Der Autor erforscht die Natur der Farben und deren Ursprung. Alle Farben entstehen demnach durch die Vermischung der Farben Weiß und Schwarz und durch das Vorhandensein von Licht und Schatten in unterschiedlicher Stärke. Weiters werden die Vielfalt der Farben sowie deren Veränderungen durch chemische Prozesse wie Verbrennung und Alterung erklärt.
Die in Über die Farben behandelten Themen wurden teilweise auch in den authentischen aristotelischen Schriften Über Wahrnehmung und Wahrnehmbares und Über die Seele behandelt.

## Rezeptionsgeschichte
Über die Farben gilt als wenig beachtetes Werk. Dennoch wurde es durch das gesamte Mittelalter hindurch tradiert und zahlreich übersetzt und kopiert. Goethe fertigte im Zuge seiner 1810 erschienenen Farbenlehre eine deutsche Übersetzung des Werkes an.

## Ausgaben
- De coloribus. Volumen II, edited by Immanuel Bekker and Olof Gigon, Berlin, New York: De Gruyter, 1960, S. 791–799.